# قصر علی
قصر علی (به عربی: قصر علی) یک روستا در سوریه است که در ناحیه حمرا واقع شده‌است. قصر علی ۲۶۳ نفر جمعیت دارد.